# Samarskite-(Y)
La samarskite-(Y) (simbolo IMA: Smk-Y) è un minerale piuttosto raro della classe dei minerali di "ossidi e idrossidi" con la composizione chimica idealizzata YFe3+Nb2O8 e quindi un ossido di ittrio-ferro-niobio.
Il minerale appartiene al supergruppo della columbite e da lì al gruppo della samarskite.

## Etimologia e storia
Il minerale prende il nome dal suo scopritore, il minatore russo Vasilij Evgrafovič Samarskij-Bychovec (1803-1870), che lavorò nel Corpo degli ingegneri minerari russi (capo dal 1861 al 1870). Il nome minerale fu dato nel 1847 su suggerimento del mineralogista tedesco Heinrich Rose. Per la samarskite-(Y), i nomi Uranotantal (da Gustav Rose) e Yttroilmenite (da R. I. Herman) sono attestati anche nella letteratura più antica. La località tipo è la miniera "Blyumovskaya" (pozzo nº 50) sul Monte Ilmen nella "Riserva Naturale di Ilmen" nell'Oblast' di Čeljabinsk (negli Urali meridionali in Russia).
Il minerale samarskite-(Y) svolge un ruolo importante nella ricerca scientifica del gruppo dei lantanidi. Le quantità relativamente grandi di questo minerale disponibili hanno permesso un'analisi approfondita. Nel 1878, Marc Delafontaine scoprì la non uniformità dell'ossido di didimio ottenuto da esso con l'analisi spettrale. Paul Émile Lecoq de Boisbaudran isolò l'ossido di samario (Sm2O3) dalla samarskite-(Y) nel 1879. Nel 1880, Marignac riuscì ad estrarne l'ossido di gadolinio (Gd2O3) oltre all'ossido di samario.

## Classificazione
Già nell'obsoleta, ma in parte ancora in uso 8ª edizione della sistematica minerale secondo Strunz, la samarskite-(Y) apparteneva alla classe minerale degli "ossidi e idrossidi" e quindi al dipartimento "MO2- e composti correlati", dove veniva elencata insieme a euxenite, fersmite, ishikawaite, kobeite-(Y), loranskite-(Y), polycrase-(Y), tantaopolykrase (Q), tanteuxenite-(Y), yttrocrasite-(Y) e yttrotantalite-(Y) con le quali forma la "serie dell'euxenite" con il sistema nº IV/D.10b.
Nella Sistematica dei lapis (Lapis-Systematik) di Stefan Weiß, che è stata rivista e aggiornata l'ultima volta nel 2018 e si basa ancora su questa classificazione classica di Strunz per considerazione per collezionisti privati e collezioni istituzionali, al minerale è stato assegnato il sistema e al minerale nº IV/D.19-60. In questa Sistematica ciò corrisponde alla classe "Ossidi con il rapporto metallo:ossigeno = 1:2", dove la samarskite-(Y) insieme a calciosamarskite, euxenite-(Y), fersmite, ishikawaite, loranskite-(Y), písekite-(Y), polycrase-(Y), samarskite-(Yb), tanteuxenite-(Y), uranopolycrase, yttrocolumbite-(Y), yttrocrasite-(Y) e yttrotantalite-(Y), con le quali forma un gruppo indipendente, ma senza nome.
La 9ª edizione della sistematica minerale di Strunz, valida dal 2001 e aggiornata dall'Associazione Mineralogica Internazionale (IMA) fino al 2024, classifica anche la samarskite-(Y) nella sottoclasse degli ossidi con il rapporto "4.D Metallo:Ossigeno = 1:2 e simili". Tuttavia, questa è ulteriormente suddivisa in base alla dimensione relativa dei cationi coinvolti e alla struttura cristallina, in modo che il minerale sia classificato in base alla sua composizione nella suddivisione "4.DB Con cationi di media dimensione; catene di ottaedri che condividono uno spigolo", dove prende il nome dal "Gruppo della samarskite" con il sistema nº 4.DB.25, che forma con gli altri membri calciosamarskite, ishikawaite, ixiolite, písekite-(Y), samarskite-(Yb), srilankite e yttrocolumbite-(Y).
Anche la sistematica dei minerali secondo Dana, che viene utilizzata principalmente nel mondo anglosassone, classifica la samarskite-(Y) nella classe degli "ossidi e idrossidi", e da lì nella già più finemente suddivisa sottoclasse degli "Ossidi multipli con Nb, Ta e Ti". Qui è insieme a samarskite-(Yb) nel "gruppo della samarskite" con il sistema nº 08.01.11 all'interno della sottosezione "Ossidi multipli con Nb, Ta e Ti con formula ABO4".

## Abito cristallino
La samarskite-(Y) cristallizza nel sistema ortorombico nel gruppo spaziale Pbcn (gruppo nº 60) con i parametri del reticolo a = 4,92 Å, b = 5,69 Å e c = 5,21 Å oltre a 2 unità di formula per cella unitaria.

## Proprietà
Il minerale è classificato come altamente radioattivo a causa del suo contenuto di uranio fino al 15,9% e ha un'attività specifica di circa 28,74 kBq/g (per confronto, il potassio naturale possiede un'attività specifica pari a 31,2 Bq/g).

## Origine e giacitura
La samarskite-(Y) è un componente accessorio raro della pegmatite di granito con alti livelli di metalli delle terre rare.
Lì può essere trovato in paragenesi con albite, eschinite, berillo, biotite, columbite, granato, magnetite, monazite, muscovite, topazio, tormalina, uraninite e zircone, nonché minerali come cassiterite e tantalite-(Mn).
Nel sito della prima scoperta, Bljumovskaja kop' nei monti Illmen meridionali (vicino a Miass), la samarskite-(Y) è stata trovata in aderenze con columbite. I Monti Illmen fanno parte degli Urali meridionali e si trovano a circa 200 km a sud di Ekaterinburg. La "miniera di Blyumovskaya" (Blyumovskaya kop') è stata fondata nel 1835 ed è conosciuta come un ricco sito di giacimenti minerari negli Urali meridionali. Qui, nel 1911, circa 15 chilogrammi di samarskite-(Y) furono recuperati dalla spedizione per lo studio del radio dei dipendenti di Vernadsky e passati a Marie Curie per l'esame. Essendo una formazione minerale piuttosto rara, la samarskite-(Y) può essere abbondante in vari siti, ma nel complesso non è molto comune. In tutto il mondo, a partire dal 2012, si considerano noti circa 350 siti. Oltre alla sua località tipo, la miniera "Blyumovskaya", il minerale è stato trovato in altri luoghi sul Monte Ilmen e sul vicino fiume Miass negli Urali, così come in due siti nella Repubblica della Buriazia.
In Germania, la samarskite-(Y) è stata trovata vicino a Matzersdorf e Stützersdorf nel comune di Tittling e vicino a Hadendorf nel comune di Waidhaus in Baviera, così come in diverse località dell'Eifel vicino a Niedermendig e a Kruft.
In Austria, il minerale è stato trovato solo nel giacimento di scheelite negli Alti Tauri nel Salisburghese e vicino a Mitterreit/Aigen im Mühlkreis in Alta Austria.
L'unico sito noto per la samarskite-(Y) in Svizzera è una cava di granofiri abbandonata vicino alla Cappella della Madonna a Carona (Canton Ticino).
Altri siti includono Australia, Brasile, Cina, Finlandia, Francia, Guyana, India, Italia, Giappone, Canada, Madagascar, Mozambico, Norvegia, Polonia, Romania, Zambia, Arabia Saudita, Svezia, Slovacchia, Sud Africa, Repubblica Ceca, Ucraina e diversi stati degli Stati Uniti.

## Forma in cui si presenta in natura
La samarskite-(Y) di solito sviluppa solo aggregati minerali grossolanamente cristallini o grossolani, ma raramente anche cristalli tabulari o prismatici che si allungano lungo l'asse {\displaystyle c} e possono raggiungere dimensioni fino a 12 cm.
Il minerale è generalmente opaco e trasparente solo in frammenti sottili. Le superfici dei cristalli visibili hanno una lucentezza simile al vetro o alla resina, mentre gli aggregati grossolani sono opachi. I campioni di samarskite-(Y) freschi sono di colore nero vellutato con una sfumatura brunastra. Nel microscopio a luce trasmessa, d'altra parte, il minerale appare da marrone chiaro a marrone scuro e attraverso l'alterazione, la samarskite-(Y) diventa gradualmente da marrone a bruno-giallastro. Il colore del suo striscio, invece, va dal bruno-rossastro scuro al nero, che però diventa anche grigio a causa degli agenti atmosferici.